# Black Friday
Black Friday er den uformelle betegnelse for fredagen efter Thanksgiving i USA, det vil sige fredagen efter den fjerde torsdag i november. Ofte betragtes dagen som begyndelsen på julehandlen. I de senere år har de fleste store amerikanske detailhandelsbutikker åbnet dørerne meget tidligt og haft tilbud for at sætte gang i feriehandlen. Salget på Black Friday i USA minder om Boxing Day-salget i mange Commonwealth-nationer. Black Friday er hverken helligdag eller generel fridag, men i en række amerikanske delstater er dagen fridag for delstatsansatte. Mange ikke-detailhandelsansatte og skoler i USA har både torsdag (Thanksgiving) og dagen efter (Black Friday) som fridage.
Dagen har siden 2005 været den travleste indkøbsdag i USA.
I 2013 handlede omkring 141 mio. amerikanske forbrugere på Black Friday og brugte i alt 57,4 mia. amerikanske dollar.
Dagens navn stammer oprindeligt fra Philadelphia, hvor det blev brugt til at beskrive den voldsomme trafik af fodgængere og biler som opstod dagen efter Thanksgiving. Brugen af navnet begyndte før 1961 i Philadelphia-området og vandt bredere indpas uden for Philadelphia omkring 1975. Senere indførte detailhandelsbranchen en alternativ forklaring: At detailhandlerne generelt ikke tjente penge fra januar til november og Black Friday var en markering af det vendepunkt, hvor de begyndte at få sorte tal på bundlinjen.
Black Friday kædes ofte sammen med et lignende udsalg kaldet Cyber Monday, der afholdes på internettet tre dage senere. 

## Black Friday i Danmark
I 2013 tog nogle danske webshops de indledende skridt til at indføre Black Friday i Danmark. Dette blev fulgt op året efter af flere danske butikker og varehuse, der brugte dagen til at promovere særlige tilbud. På forbrugersiden har interessen for Black Friday set en eksplosiv vækst de seneste par år.[kilde mangler] På Black Friday i 2014 blev der udført 4,5 millioner dankorttransaktioner.
I 2015 fik Black Friday for alvor sit gennembrud i Danmark og slog rekorden for største handelsdag nogensinde i dansk historie, hvis man måler på omsætning gennem Dankortet på en enkeltstående dag. Kampagnen blev udvidet til weekenden inklusive 'Cyber Monday', og i efterfølgende år også til hele ugen op til Black Friday. Lige siden 2015, har Black Week i Danmark år efter år slået rekorder, og kigger man på tallene for Black Week 2021, er online aktiviteten målt på antal transaktioner denne uge 3 gange så stor som en almindelig handelsuge.
| År   | Dato     | Gennemsnit forbrug | Forbrug, Dankort | Transaktioner | Forbrug, MobilePay | Transaktioner |
| ---- | -------- | ------------------ | ---------------- | ------------- | ------------------ | ------------- |
|      |          | (DKK)              | (mio. DKK)       | Dankort       | (mio. DKK)         | MobilePay     |
| 2021 | 26. nov. |                    |                  |               | 740                | 1 mio.        |
| 2020 | 27. nov. |                    |                  |               | 366                | 562.000       |
| 2019 | 29. nov. |                    |                  |               |                    |               |
| 2018 | 23. nov. |                    | 1.942            |               |                    |               |
| 2017 | 24. nov. | 369                | 2.117            | 5.735.860     |                    |               |
| 2016 | 25. nov. | 363                | 2.001            | 5.506.719     |                    |               |
| 2015 | 27. nov. | 358                | 1.983            | 5.536.294     |                    |               |
| 2014 | 28. nov. | 337                | 1.533            | 4.548.649     |                    |               |
| 2013 | 29. nov. | 338                | 1.370            | 4.047.618     |                    |               |
| 2012 | 23. nov. | 328                | 1.075            | 3.282.188     |                    |               |
| 2011 | 25. nov. | 333                | 1.083            | 3.252.949     |                    |               |
| 2010 | 26. nov. |                    |                  |               |                    |               |